# Gregor Zabret
Gregor Zabret, slovenski nogometaš, * 18. avgust 1995, Ljubljana.
Zabret je profesionalni nogometaš, ki igra na položaju vratarja. Od leta 2024 je član angleškega kluba Widnes FC. Ped tem je branil za slovenske Domžale, valižanska Swansea City in Aberystwyth Town ter angleška Oldham Athletic in Ashton Athletic. Skupno je v prvi slovenski ligi odigral 14 tekem. Bil je tudi član slovenske reprezentance do 16, 17, 19 in 21 let.